# Piazza Cittadella (Lucca)
La Piazza Cittadella si trova a Lucca alla confluenza di via di Poggio e via San Paolino.

## Storia e descrizione
La piazza è nell’isola pedonale della città, in pieno centro, a pochi metri da piazza San Michele, ed è famosa soprattutto per la presenza della casa, oggi museo, che ha dato i natali al compositore Giacomo Puccini, al quale l’immagine di Lucca nel mondo è indissolubilmente legata. Al centro della piazza è posta una statua che rappresenta il musicista lucchese seduto su una sedia che fuma una sigaretta.
Inizialmente denominata piazza Di Poggio per la presenza dell’omonima famiglia, una delle più potenti nella Lucca medievale, dovette cambiare nome nel 1522, quando la stessa famiglia sfidò per il potere le altre famiglie patrizie lucchesi, in quella che è passata alla storia come la congiura dei Poggi, ma venne sconfitta e i suoi membri furono esiliati.
Venne quindi dapprima chiamata piazza del Grano e successivamente piazza Cittadella per la presenza del palazzo, famoso in epoca barocca per il giardino pensile che si trovava sulla grande terrazza che si vede dalla piazza, di proprietà dell’omonima ricca famiglia lucchese.

## Altre immagini della piazza

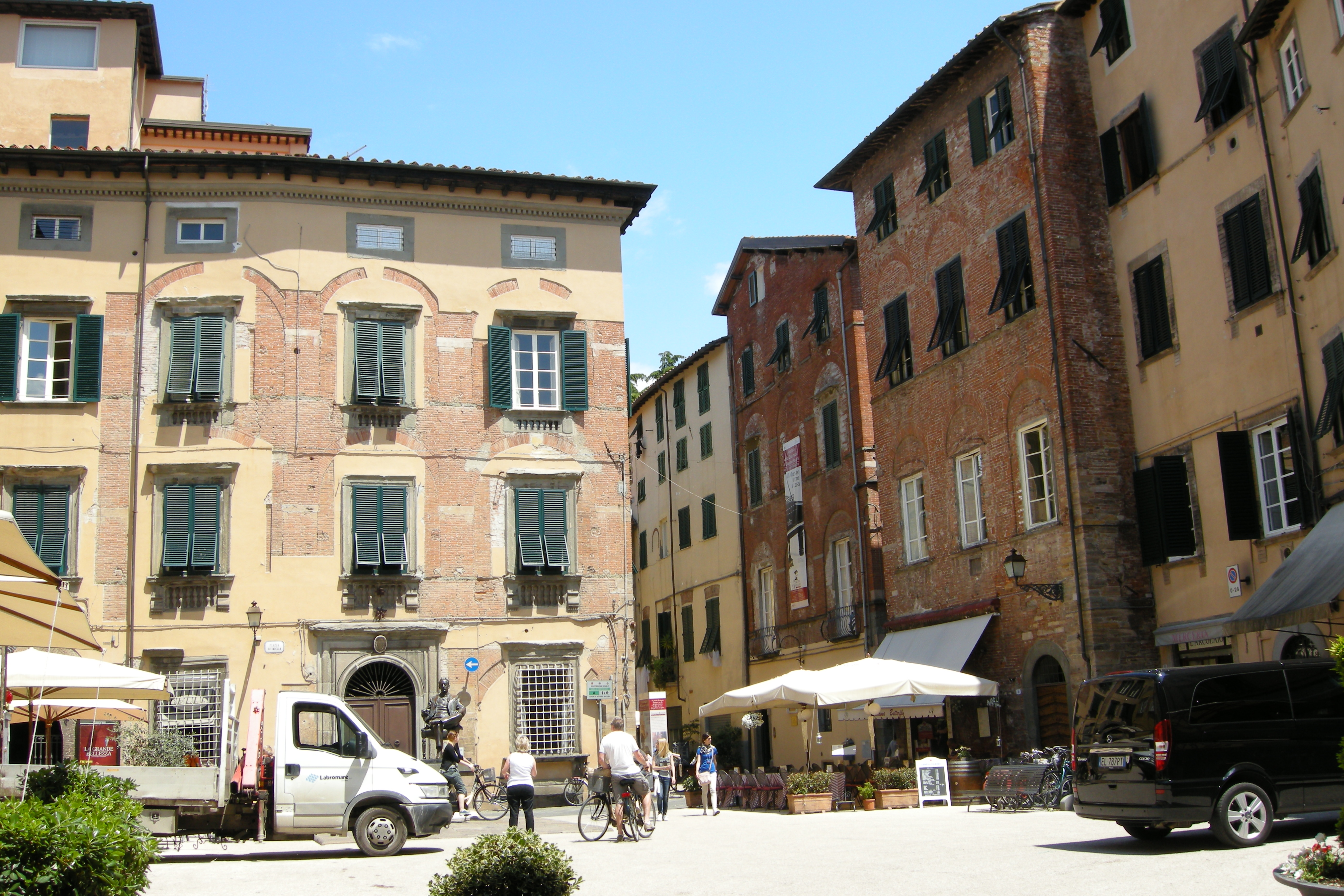
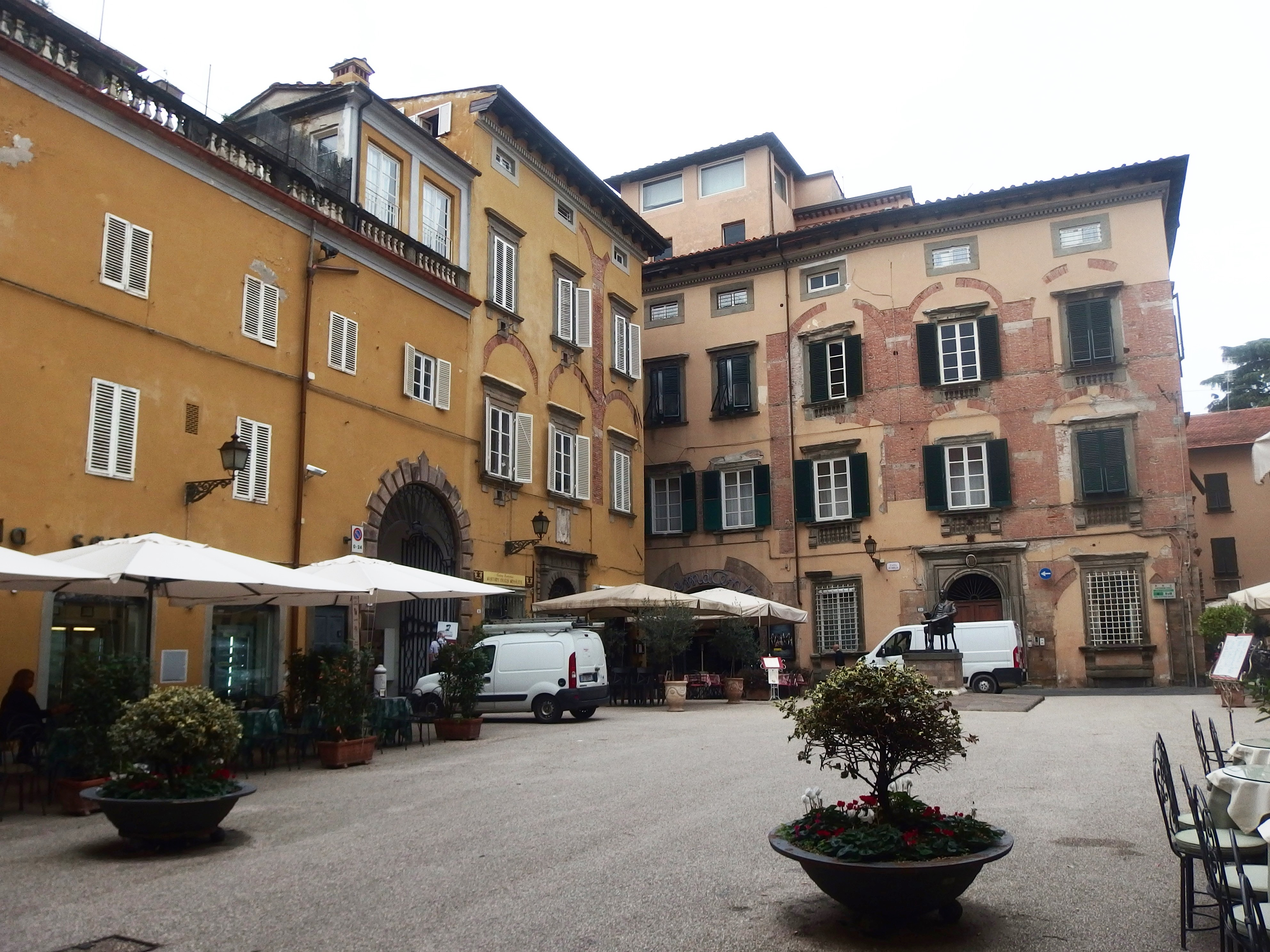
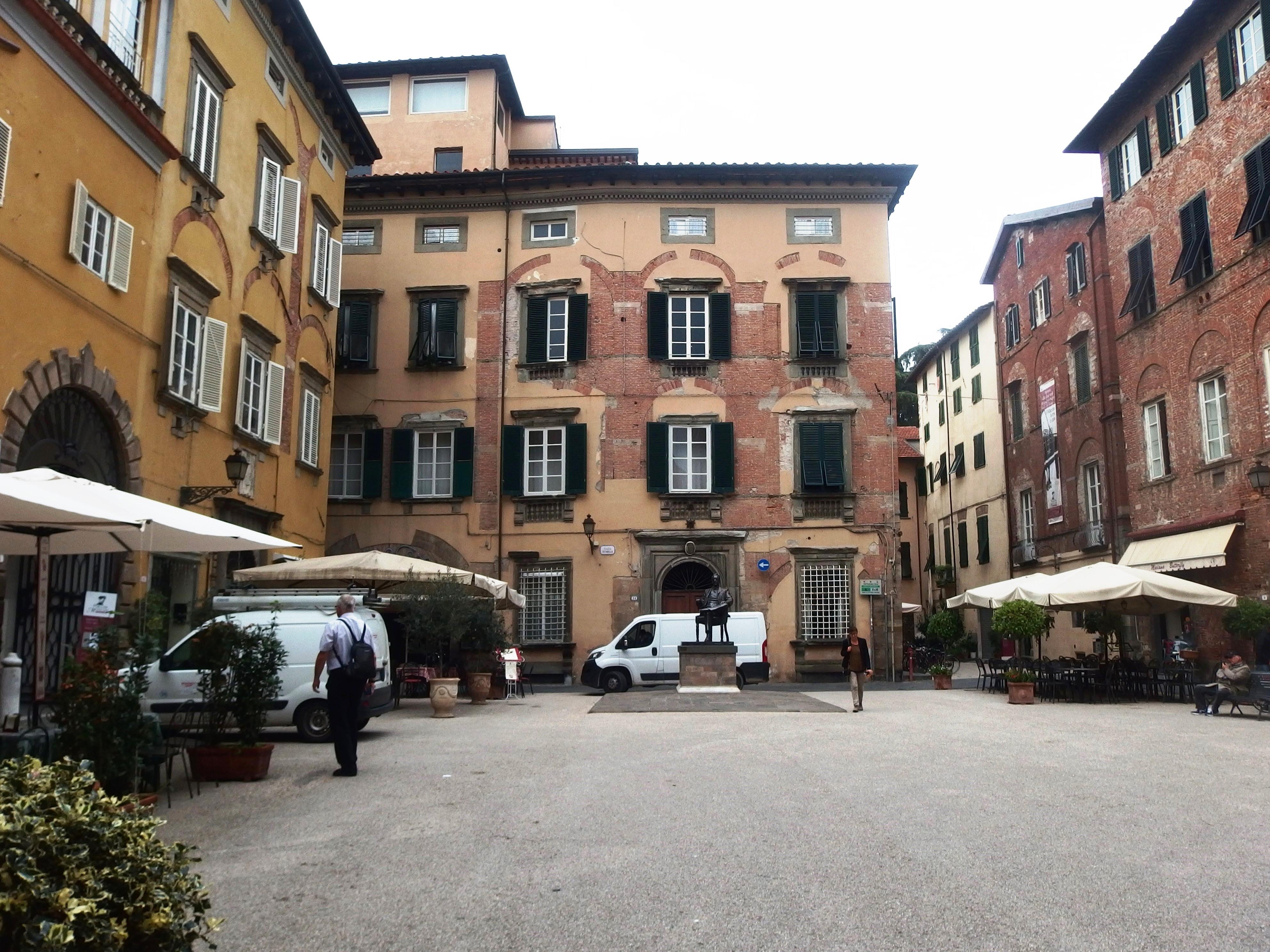